# Milad
Milad (Perzisch: میلاد) is een naam van Perzische oorsprong en komt vooral voor in Perzische en Koerdische talen. De naam wordt meestal als voornaam aan een man gegeven, maar betreft soms ook een familienaam.
De naam komt ook in Nederland voor, zowel voor- als achternaam.

## Etymologie
De naam betekent zoon van de zon.
In historische bronnen komt Milad als Perzische prins (sjehzade) voor, zoals in de Sjahnama (het Perzische boek der Koningen). Dit boek stamt uit de begintijd van het Perzische Rijk. Met behulp van een zwaard, gesmeed door Kaveh de smid, wordt hij in het twaalfde verhaal van Sjahnama opgewekt als de zoroastrische god van de geest en speelt hij een prominente rol.

## Bekende mensen
Bekende mensen en personages met de naam:
- Milad, Iraanse held in Sjahnama
- Milad Ebadipour, Iraanse volleybalspeler
- Milad Fakhreddini, Iraans voetballer
- Milad Soleiman Fallah, Iraans voetballer
- Milad Farahani, Iraans voetballer
- Milad Gharibi, Iraans voetballer
- Milad Meydavoudi, Iraans voetballer
- Milad Mohammadi, Iraans voetballer
- Milad Nouri, Iraans voetballer (1986)
- Milad Nouri Iraans voetballer (1993)
- Milad Omranloo, Iraanse dirigent
- Milad Rizk, Libanese acteur
- Milad Salem, Afghaans voetballer
- Milad Zeneyedpour, Iraans voetballer

## Trivia
- Er is een soortgelijke voornaam in het Aramees: Moalada. Die naam is echter afgeleid van het gelijknamige Oud-Arabische woord. In die taal betekent het woord, naast zoon van de zon, ook geboorte.